# Gerbilliscus vallinus
Gerbilliscus vallinus — вид гризунів підродини піщанкових (Gerbillinae) родини мишових (Muridae). Вид поширений у Намібії та Південно-Африканській Республіці. Полюбляє сухі савани, помірні луки та гарячі пустелі.

## Опис
Гризун невеликого розміру, із загальною довжиною 215–266 мм, довжина хвоста 119–156 мм, довжина стопи 30—34 мм, довжина вух 14—16 мм і вагою до 43 г.